# محمد بن سليمان التنكابني
الميزا محمد بن سليمان الطبيب التنكابني (1230 هـ - 1320 هـ). رجل دين وفقيه ومؤرِّخ شيعي إيراني من تلامذة إبراهيم القزويني صاحب الضوابط.

## مؤلفاته
للتنكابني عدد كبير من المؤلَّفات العربيَّة والفارسيَّة، وقد أنهاها في ترجمته لنفسه في كتابه قصص العلماء إلى مائة وست وستين كتاباً، ومن مؤلَّفاته:
| - قصص العلماء. من أشهر كتبه وقد أورد فيه تراجم مائة وثلاث وخمسين من العلماء بغير ترتيب. - تذكرة العلماء. - أسامي العلماء. - الفرائد. - هداية الدراية. - تقليد الأعلم. - الفرائد الرضوية. - التأسيسات في القواعد الفقهية. - أصول بي نقطة. - الرسائل الفقهية. أربع عشرة رسالة فارسيَّة في الفقه. - الرسائل الصرفية. ست رسائل في الصرف. - رسالة في تنازع المالك والراكب في الإجارة والإعارة. - رسالة في ظهور ثيبوبة المرأة. - رسالة في الرمل. - رسالة في الصيد. - رسالة في المربع. - رسالة في المتاجر. - رسالة في الحوت الواقع على جالس السفينة. - رسالة في غسل الجنب عن الحياض في المسجد. - رسالة في الصحيح والأعم. - مس الأطفال لخط القرآن. - رسالة في تسمية الأئمة أولادهم بأسماء الخلفاء وذكر عللها. - رسالة في الحدث أثناء الغسل. - رسالة في الوضوء بالإنائين المشتبهين بالمغصوب. - الدرة الثمينة في حرمة التعبية والشبيه. - رسالة في الطلاق. - رسالة في عبادة الصبي وأنها تمرينية. - رسالة في زوال الأذن في أثناء الصلاة. - الرسالة المحمدية. رسالة عمليَّة مرتبة على مقدمة مختصرة في أصول الدين وخمسة أبواب في الفروع من الطهارة إلى آخر العبادات. - المحاكمة بين الحاج كريم خان والمولى محمد حسين العشق آبادي. - بدائع الأحكام في شرح شرائع الإسلام. شرح غير تام على كتاب شرائع الإسلام للحلِّي. - التقريرات. تقريرات دروس أستاذه إبراهيم القزويني. - آداب المناظرة. - آداب التعليم. - آداب المتعلمين. - آداب صلاة الليل وفضلها. - الكشكول المحمدي. في أربع مجلَّدات. - حاشية على إشارات الأصول. - حاشية على الروضة البهية في شرح اللمعة الدمشقية. - شرح شواهد الحسامي. - شرح شواهد المنظومة الصرفية. - شرح شواهد المطول. - شرح ديباجة المطول. - شرح تشريح الأفلاك. - شرح الصمدية. - شرح التجريد. - شرح عهد أمير المؤمنين. - شرح خلاصة الحساب. - شرح الفرائد. - شرح أمثال السيد شريف الجرجاني. - شرح الوجيزة البهائية. - شرح لغز الزبدة. - شرح صحة السلب. - شرح حديث أبي الأسود الدؤلي. - شرح رسالة ألف با تا. - شرح نتائج الأفكار. - شرح وصايا الإمام أبي الحسن الرضا. - جوابات المسائل الإشكورية. - جوابات المسائل الكلارستاقية. - شرح أشعار الأمير. شرح على أشعار الشاعر الكجوري المازندراني المشهور بأمير. - شرح قصيدة الفرزدق. | - شرح الزيارة الرضوية. - شرح المنظومة الأصولية الألفية. - شرح دعاء كميل. - شرح دعاء ليلة الجمعة. - شرح ديباجة شرح الشمسية. - شرح العوامل المائة. - شرح حديث الحقيقة. - الأدعية المعتبرة. - الألطاف الخفية. - أسرار وصايا الرضا. - الأضداد. - حاشية على إكسير العبادات. - نجاح الاعتقاد. - لآلي الولاية. منظومة في الإمامة. - الذباحة وشرائطها. - التوحيد. - تفسير التنكابني. في تفسير عدَّة من الآيات. - توشيح التفسير. - تفسير سورة القدر. - تفسير آية الشهادة. - تفسير آية الأمانة. - المحاكمات. محاكمات بين علماء عصره في العلوم الفقهيَّة. - معين البكاء. - أنيس الذاكرين. مقتل فارسي. - إكليل المصائب. مقتل فارسي. - أرجوزة في أصول الفقه. - أرجوزة في الكلام. - أرجوزة في الأعداد والأوفاق. - أرجوزة في النبوة. - أرجوزة في الصلاة. نظم لألفيَّة الشهيد، وقد ذكرها الطهراني في موضعين من الذريعة. - أرجوزة في الحساب. - أرجوزة في الدراية. - أرجوزة في الصرف. - أرجوزة في التوحيد والعدل. - أرجوزة في النحو. - التراجيح. - الوقف وأحكامه. - ترجمة مناجاة الأئمة. - ترجمة ميرزا محمد بن سليمان التنكابني. سيرة ذاتيَّة. - مرحلهء حسينية. - كنز الألغاز. - الانشاءات والمراسلات. - أغلاط الكبرى. - الأعداد والأوفاق. - الرد على من منع من لعن يزيد. - الديات. - صيغ العقود. - الصراط المستقيم. فارسي في أصول الدين. - سبيل النجاة. فارسي في النبوة. - الإثنا عشرية. في الصلاة. - الإرث. - أحكام العقود. - لسان الصدق. - المطايبات والمضاحكات. - الجفر. - الدماء الثلاثة. - جهل الولي. - سلاليم اللغة. - مذكر الإخوان. - زاد المسافرين. - أذكار الوضوء والصلاة والنكاح. - ديوان شعر. ذكر الطهراني أنَّ له ديوانين؛ أحدهما كبير، والآخر صغير. |